# Fashion TV
Fashion TV, también conocido como FTV, es un canal de televisión por suscripción internacional dedicado a la moda. Fue creado en Francia por Michel Adam Lisowski.

## Historia
Fue fundado en 1997 por su presidente Michel Adam Lisowski. Fashion TV se ha convertido en uno de los canales mejor distribuidos: en 31 satélites y 2000 sistemas de cable del mundo, con un total de 300 millones de hogares en 202 países. Además de Francia, también está disponible en Estados Unidos, Brasil, Canadá, Australia, Sudáfrica, Bélgica, Nueva Zelanda, Italia, Turquía, Reino Unido, Serbia, Israel, Polonia, varios países de Asia, entre otros.
En Europa se puede captar en abierto a través del satélite Hotbird 13º.

## Fashion TV (Latinoamérica)
En América Latina, Megavisión Producciones de Raúl Krislavin, adquirió los derechos de la marca Fashion TV, incorporándola al logo y la programación del canal Siempre Mujer. Posteriormente, Siempre Mujer fue renombrado como Fashion TV y su distribución pasó a manos de Pramer en el año 2000.

### Relanzamiento
En noviembre de 2001, Claxson Interactive Group compró los derechos de comercialización y distribución de la marca, con la posibilidad de incorporar contenidos locales originales con referentes y marcas claves adaptados a los gustos y preferencias de cada mercado. Esta nueva versión del canal en manos de Claxson, fue lanzada reemplazando al canal Júpiter Comic.
En octubre de 2007, Fashion TV junto con un paquete de otras 6 señales pertenecientes a Claxson Interactive Group (I.Sat, HTV, Infinito, MuchMusic, Retro y Space), fueron adquiridas por Turner Broadcasting System.
En mayo de 2009, Fashion TV inicia una nueva programación bajo el nombre Style Report, en el se incluían contenidos deportivos, trends, backstages de eventos importantes y viajes, conducido por Daniela di Giacomo y Braulio Aranda.

### Cese de emisiones
El 1 de mayo de 2011, después de que el acuerdo de la licencia del canal francés con Turner terminara, el canal fue relanzado bajo el nombre Glitz, enfocado no solo en la moda sino también en el estilo de vida, incluyendo películas, series, conciertos, talk shows, realities, biografías y contenidos originales.

### Proyectos posteriores
En 2013, Raúl Krislavin, expresidente de Megavisión Producciones y fundador del canal Siempre Mujer, volvió a adquirir los derechos de Fashion TV para relanzarlo en América Latina. En agosto de 2014, se exhibió un programa para la televisión Argentina llamado Noches Fashion TV conducido por Dolores Barreiro en las medianoches de El Trece después del noticiero En síntesis, el programa finalizó en septiembre de 2017 y fue reemplazado por un programa de culinaria llamado Cucinare.
Desde marzo de 2023, Fashion TV está disponible en Latinoamérica como canal de streaming gratuito en la plataforma Pluto TV.